# Сипавін Валентин Вікторович
Сипавін Валентин Вікторович (3 серпня 1983 , Харків ), УРСР, СРСР) — український альпініст і льодолаз. Восьмикратний висхідник на найвищу вершину Землі — Еверест.

## Біографія
Закінчив Харківський національний університет ім. н. Каразіна з відзнакою за спеціальністю «фізична географія та картографія».
З 2006 по 2019 рік – викладач кафедри організації служби та підготовки, курсів рятувальної та спеціальної підготовки Національного університету цивільного захисту України (Харків).

## Альпінізм
З дитинства захоплювався туризмом, займався у туристичному гуртку міста Чугуїв. Альпінізм захопився 2000 року. Перші тренери — Сухарєв Володимир Миколайович та Сухарєва Любов Миколаївна.
У березні 2001 року здійснив перше сходження на Ельбрус. Член збірної України з альпінізму у 2008-2010 роках . Триразовий чемпіон України з альпінізму (2009, 2018, 2019), призер Чемпіонатів СНД .
Засновник компанії «Альпоманія» , що спеціалізується на організації експедицій та сходжень на будь-які гірські вершини.
Володар рекорду Книги Гіннеса з каякінгу на найбільшій висоті, який здійснив 4 січня 2020 року на горі Атакама в Чилі на висоті 6370 метрів.
Керівник першої української антарктичної експедиції на масив Вінсон у 2022 році.

### Головні сходження
- Еверест. П'ять разів підіймався на вершину Евересту: 25.05.2023, 15.05.2017, 16.05.2018, 23.05.2019, 23.05.2021. 5-й в історії харків'янин та 19-й український альпініст, який піднявся на найвищу точку планети[9].
- К2[10].
- Даллар 5Б (м-т Порохни).
- Пік Вільна Іспанія 5Б (зимов., м-т Кизеля).
- Пік Вільна Іспанія 5Б (у двійці, м-т Коломицева).
- Башкара 5Б (у двійці, м-т Ю. Пригоди).
- Крумкол 6А (м-т Тимофеєва).
- Асан 6А (м-т Горбенко).
- Шхара 5А (у двійці, м-т «по крабу»).
- Монблан 6А (м-т Divine Providence).
- Альпамайо, Перу.
- Деналі, Аляска (найвища вершина Північної Америки) - швидкісне сходження з Іриною Галай [11].
- Маттерхорн.
- Монблан.
- Ельбрус.
- Арарат.
- Демавенд.
- Ама-Даблам.
- Айленд-пік.
- пік Леніна.
- Масив Вінсон — керівник Першої української антарктичної експедиції на масив Вінсон.

### Кримські сходження
- Шаан-Кая: "Самурай" 6А, "Зеніт", Гіперборея" 6А.
- Марчека: Центр 6А, Сезон Дощів 6А, Мачомбо 6А, Гравець 6А, ДЛЗ 6А
- Трикутник: Дружба 6А.
- Замок: Соколиний 6А, Через печеру 6А, Директ 6А.

### Сходження за програмою «7 вершин»
- Еверест (8848 м) — Китай (Азія).
- Аконкагуа (6962 м) — Аргентина (Південна Америка).
- Деналі (6190 м) — США (Північна Америка).
- Кіліманджаро (5895 м) — Танзанія (Африка).
- Ельбрус (5642 м) — Росія (Європа).
- Вінсон (4892 м) — Антарктида.

## Сходження за програмою «7 вулканів»
- Охос дель Саладо (6893 м) — Чилі (Південна Америка).
- Кіліманджаро (5895 м) — Танзанія (Африка).
- Ельбрус (5642 м) — Росія (Європа).
- Орісаба (5642 м) — Мексика (Північна Америка).
- Демавенд (5671 м) — Іран (Азія).

## Льодолазіння
У 2008 році захопився льодолазанням. У 2011 році посів 4-ту позицію у світовому рейтингу з льодолазіння. Бронзовий призер чемпіонату Європи , віце-чемпіон світу, призер етапів Кубка світу , бронзовий призер загального заліку Кубка Світу, 7 років поспіль входив у ТОР-10 світового рейтингу з льодолазіння . Результати у міжнародних змаганнях 
- 2011 — 3 місце — етап Кубку світу з льодолазіння, Кіров, Росія.[15].
- 2012 — 3 місце — Чемпіонат Європи, Саас-Фі, Швейцарія.[16].
- 2013:
  - 2 місце — Чемпіонат світу, Чеонгсонг, Корея.
  - 3 місце в загальному заліку Кубка миру з криголазання.[17].
  - 3 місце (командний залік) — Чемпіонат світу (швидкість), Кіров, Росія.
- 2014:
  - 2 місце (командний залік) — Чемпіонат Європи (швидкість), Уфа, Росія.
  - 3 місце (командний залік) — Чемпіонат Європи (трудність), Уфа Росія.
- 2015:
  - 2 місце — етап Кубка світу, Чеонгсонг, Корея.
  - 4 місце — Чемпіонат світу, Рабенштейн, Італія (командний залік, труднощі).[18].
  - 3 місце — Чемпіонат світу, Кіров, Росія (командний залік, швидкість).[19].
- 2017:
  - 4 місце — етап Кубка світу, Дюранго, США[20].
  - 5 місце — етап Кубка світу, Чеонгсонг, Корея. [21].
- 2019 :
- 3 місце — фінальний етап Кубка світу, Денвер, США.[22].

Чемпіон України з льодолазіння:
Важкість: 2013, 2014, 2015, 2016.
Виховав чемпіонку Світу з льодолазіння серед юніорів (2019)  — Вікторію Голуб .
Автор та співавтор перших маршрутів для драйтулінгу в Криму: Кривава балка, Турецький грот, Фонтани .

## Рекорди
У січні 2020 року Валентин Сипавін проплив у каяку 1 км  на висоті 6377 метрів над рівнем моря в кратері вулкана і встановив новий світовий рекорд, потрапивши до Книги рекордів Гіннесса : «в компанії з австралійським мандрівником Деніелом Буллом  у кратерному озері найвищого у світі вулкана Охос-дель-Саладо в Південній Америці » .

## Нагороди та звання
2017 — Почесний громадянин міста Чугуєва Харківської області .
Нагороджений почесними грамотами Харківської міської ради , Харківської обласної державної адміністрації.